# Cortodera ussuriensis
Cortodera ussuriensis là một loài bọ cánh cứng trong họ Cerambycidae.